# Józef Laskownicki
Józef Albin Laskownicki herbu Topór (ur. 1841 we Lwowie, zm. 24 grudnia 1909 tamże) – polski dziennikarz, pisarz.

## Życiorys
Urodził się w 1841. Legitymował się herbem szlacheckim Topór. Był wieloletnim dziennikarzem „Dziennika Polskiego” i redaktorem odpowiedzialnym tego czasopisma. Pisał także powieści, z których najbardziej znaną było dzieło pt. Rusini (1869, wznowienia m.in. 1878). Opublikował też Najdroższy skarb. Powieść dla ludu (1875), Wystawa Krajowa, Rolnicza i Przemysłowa. Organ Komitetu Wystawy oraz był współautorem publikacji Świat w obrazach. Zbiór fotografii najbardziej godnych uwagi miast, okolic i dzieł sztuki z Europy, Azyi, Afryki, Australii, Północnej i Południowej Ameryki (razem z Johnem Lawsonem Stoddardem i Adamem Krajewskim).
Wraz z Bronisławą z domu Królikowską miał synów Bronisława, także dziennikarza oraz Józefa, zarządcy pocztowego. Zmarł 24 grudnia 1909. Został pochowany na Cmentarzu Łyczakowskim we Lwowie.